# Epipedobates bilinguis
Epipedobates bilinguis (tên tiếng Anh: Ecuador Poison Frog) là một loài ếch thuộc họ Dendrobatidae.
Loài này có ở Colombia, Ecuador, và có thể cả Peru.
Môi trường sống tự nhiên của chúng là rừng ẩm vùng đất thấp nhiệt đới hoặc cận nhiệt đới, sông ngòi, sông có nước theo mùa, đầm nước ngọt, và đầm nước ngọt có nước theo mùa.
Chúng hiện đang bị đe dọa vì mất môi trường sống.

## Hình ảnh

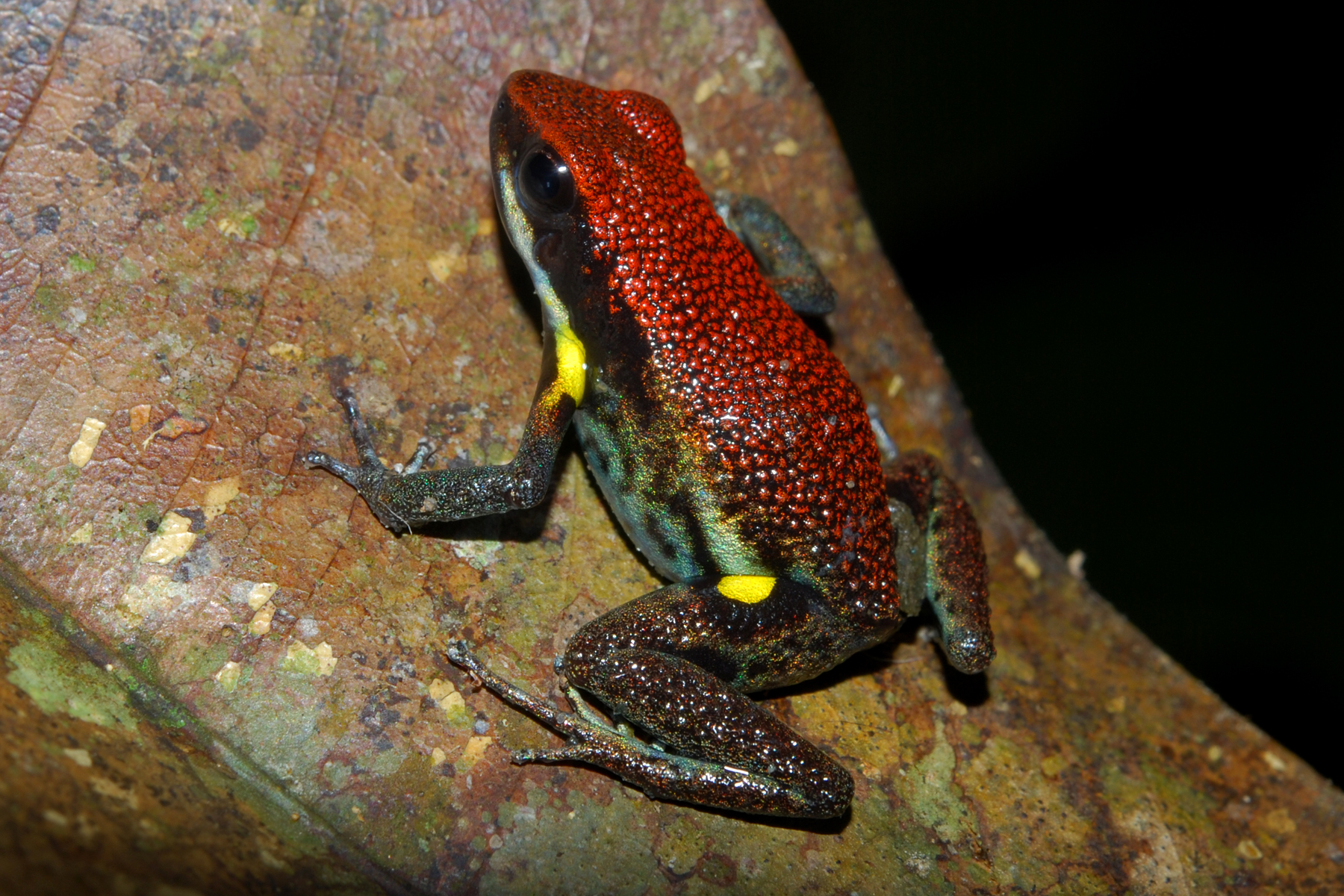